# Oh! Darling
Az Oh! Darling az angol rockzenekar, a The Beatles dala, amely az 1969-es Abbey Road című album negyedik dalaként jelenik meg. Szerzője Paul McCartney (bár Lennon–McCartney szerzeményként lett kiadva). Munkacíme ez volt: Oh! Darling (I'll Never Do You No Harm). Bár sem az Egyesült Királyságban, sem az Amerikai Egyesült Államokban nem adták ki kislemezként, a Capitol regionális leányvállalata a közép-amerikai régióban kiadta a Maxwell's Silver Hammer kislemez B-oldalaként. Portugáliában szintén kislemezként adták ki. Az Apple Records 1970 júniusában kislemezként kiadta Japánban ,a Here Comes the Sun dal A-oldalaként.

## Háttere
McCartney később így nyilatkozott a szám felvételéről: "Amikor a felvételt készítettük, egy hétig minden nap korán bementem a stúdióba, hogy egyedül énekeljem el, mert először túl tiszta volt a hangom. Azt akartam, hogy úgy szóljon, mintha Egész héten a színpadon adtam elő. Naponta csak egyszer próbálta ki a dalt; ha nem volt helyes, másnapig vár." Alan Parsons hangmérnök szerint McCartney egyszer azon panaszkodott, hogy "öt évvel ezelőtt ezt villámgyorsan meg tudtam volna csinálni". A Playboy magazinnak adott 1980-as interjúban John Lennon azt mondta: "Az "Oh! Darling" egy nagyszerű dal volt Paultól, de nem énekelt túl jól. Mindig is úgy gondoltam, hogy megcsinálhattam volna jobban is – ez inkább az én stílusom volt, mint az övé. Ő írta, hát mi a franc, el fogja énekelni." A dal A-dúr hangnemben szól.
George Harrison a dalt "akkordszerkezete miatt tipikus 1950-es és 1960-as évekbeli dalként" jellemezte.

## Rögzítések
Az alapszámot 1969. április 20-án vették fel. Sok hangkeverási ülés volt, köztük McCartney próbálkozásai az énekhanggal. Ian MacDonald szerint a háttérvokál "kitűnő", de "a keverésnél sajnálatos módon nagyon hátulra kerültek". Geoff Emerick hangmérnök felidézte, hogy McCartney fejhallgató helyett hangszórókon énekelt, mert úgy akarta érezni magát, mintha élő közönségnek énekelne. A dalt Paul McCartney és a The Pretenders tagja, Chrissie Hynde adta elő élőben a Foo Fighters dobosának, Taylor Hawkinsnak tartott emlékkoncerten 2022. szeptember 3-án.

### Get Back ülések
McCartney először 1969. január 16-án rögzítette a szám demóját a Twickenham Studiosban, a Get Back ülések során anélkül, hogy a többi Beatles jelen lenne, mivel az általuk használt Twickenham készletet szétszerelték, mivel a szekciókat áthelyezték az Apple Corps székházba. Miután az együttes 1969. január 27-én egy korai kísérletet tett a dal felvételére, Lennon bejelentette: "Most hallottam, hogy Yoko válása épp folyamatban van", majd a bandával együtt belerobbant a dal rögtönzött változatába, az "I'm free at last" dalszöveg egy részétől kezdve. A dal és az azt követő improvizáció szerepel az 1996-ban megjelent Anthology 3 válogatásalbumon. Ebben a verzióban Billy Preston billentyűs hangja is hallható.

## A dal stílusa
Az Oh! Darling egy rhythm and blues dal, amely magában foglalja a doo-wop és a New Orleans-i rhythm and blues hangzást, amelyet az 1950-es években és az 1960-as évek elején olyan zenészek népszerűsítettek, mint a Fats Domino; úgy tűnik, hogy merített a louisianai mocsári blues hangzásból is, amely olyan dalokban található, mint Slim Harpo Rainin' in My Heart és Charles Brown Please Come Home for Christmas slágere. Továbbá a ma mocsári popként ismert, rokon louisianai műfajból meríthetett, amelynek jellegzetes hangzása elképesztően hasonlít az Beatles-dal alapszerkezetére – olyannyira, hogy egyes louisianaiak eredetileg azt hitték, hogy a dalt egy helyi zenész rögzítette. (Amikor a mocsári popzenész, John Fred találkozott a Beatlesszel Londonban az 1960-as években, megdöbbenve értesült, hogy "nagyon jól ismerik a louisianai zenét") A mocsári popzenész, Jay Randall is feldolgozta a dalt a louisianai Church Point-ban található Lanor kiadónál.

## Közreműködött
Ian MacDonald szerint:
- Paul McCartney – ének és vokál, basszusgitár
- John Lennon – vokál, zongora
- George Harrison – vokál, elektromos gitár, szintetizátor
- Ringo Starr – dob

Az album 50. megjelenési évfordulójára kiadott Abbey Road: Super Deluxe Version kézikönyve szerint:
- Paul McCartney – ének és vokál, zongora
- John Lennon – vokál, akusztikus gitár
- George Harrison – vokál, basszusgitár
- Ringo Starr – dob

## Robin Gibb és aBee Geesváltozat
1978-ban a dal megjelent a Sgt. Pepper's Lonely Hearts Club Band filmzene albumán és Robin Gibb is kiadta negyedik önálló kislemezeként. 1978. október 7-én elérte a 15. helyet a Billboard popzene listán 
és a 22. helyet a US Adult Contemporary Charts listáján. Ez volt Gibb legmagasabb helyezést elért kislemeze az Egyesült Államokban.

## Fordítás
Ez a szócikk részben vagy egészben  az   Oh! Darling című angol Wikipédia-szócikk fordításán alapul.  Az eredeti cikk szerkesztőit annak laptörténete sorolja fel. Ez a jelzés csupán a megfogalmazás eredetét és a szerzői jogokat jelzi, nem szolgál a cikkben szereplő információk forrásmegjelöléseként.